# Österreichische Galerie Belvedere
Österreichische Galerie Belvedere (în română: Galeria Austriacă Belvedere) este muzeul găzduit de Palatul Belvedere, în Viena, Austria.
Palatul Belvedere a fost reședința de vară a prințului Eugen de Savoia (născut în 1663 – decedat în 1736). Ansamblul a fost construit la începutul secolului al XVIII-lea de faimosul arhitect baroc, Johann Lucas von Hildebrandt, și cuprinde Belvederele superioare și inferioare, cu grajdurile Orangerie și palatul, precum și grădini extinse. Fiind unul dintre cele mai uimitoare repere baroc din Europa, este listat ca un sit al Patrimoniului Mondial UNESCO.
Astăzi, Belvedere găzduiește cea mai mare colecție de artă austriacă ce datează din Evul Mediu până astăzi, complementănd cu lucrări ale unor artiști internaționali.

## Opere ale Galeriei Belvedere

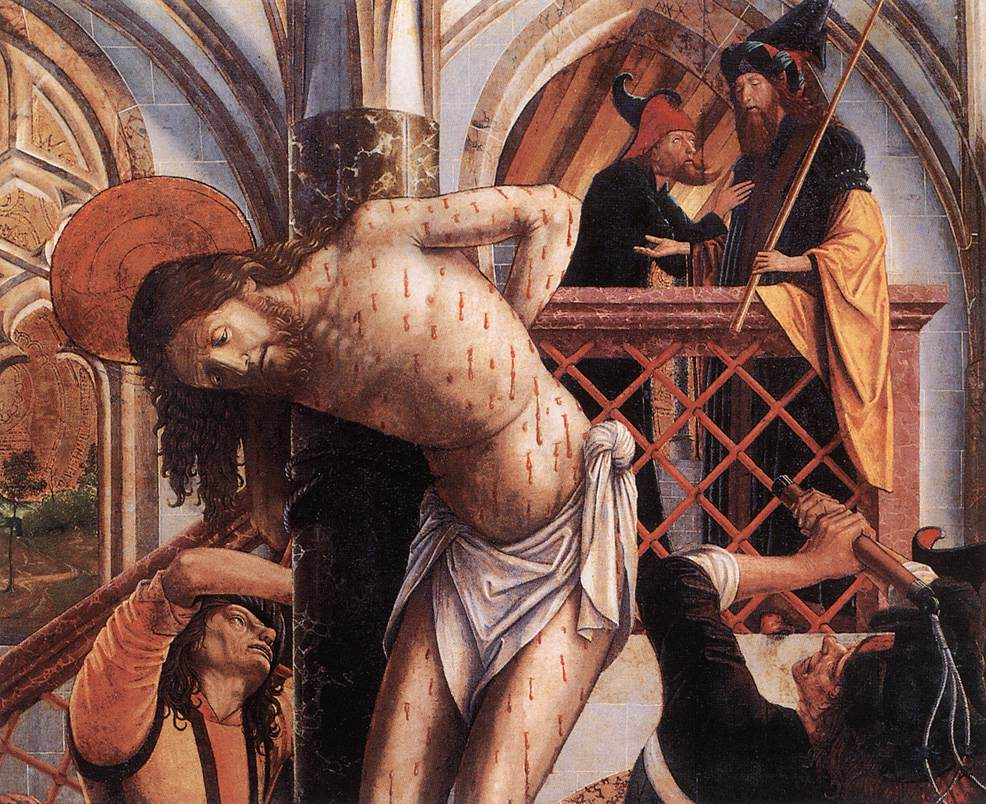
Michael Pacher, Flagelare, 1497/1498
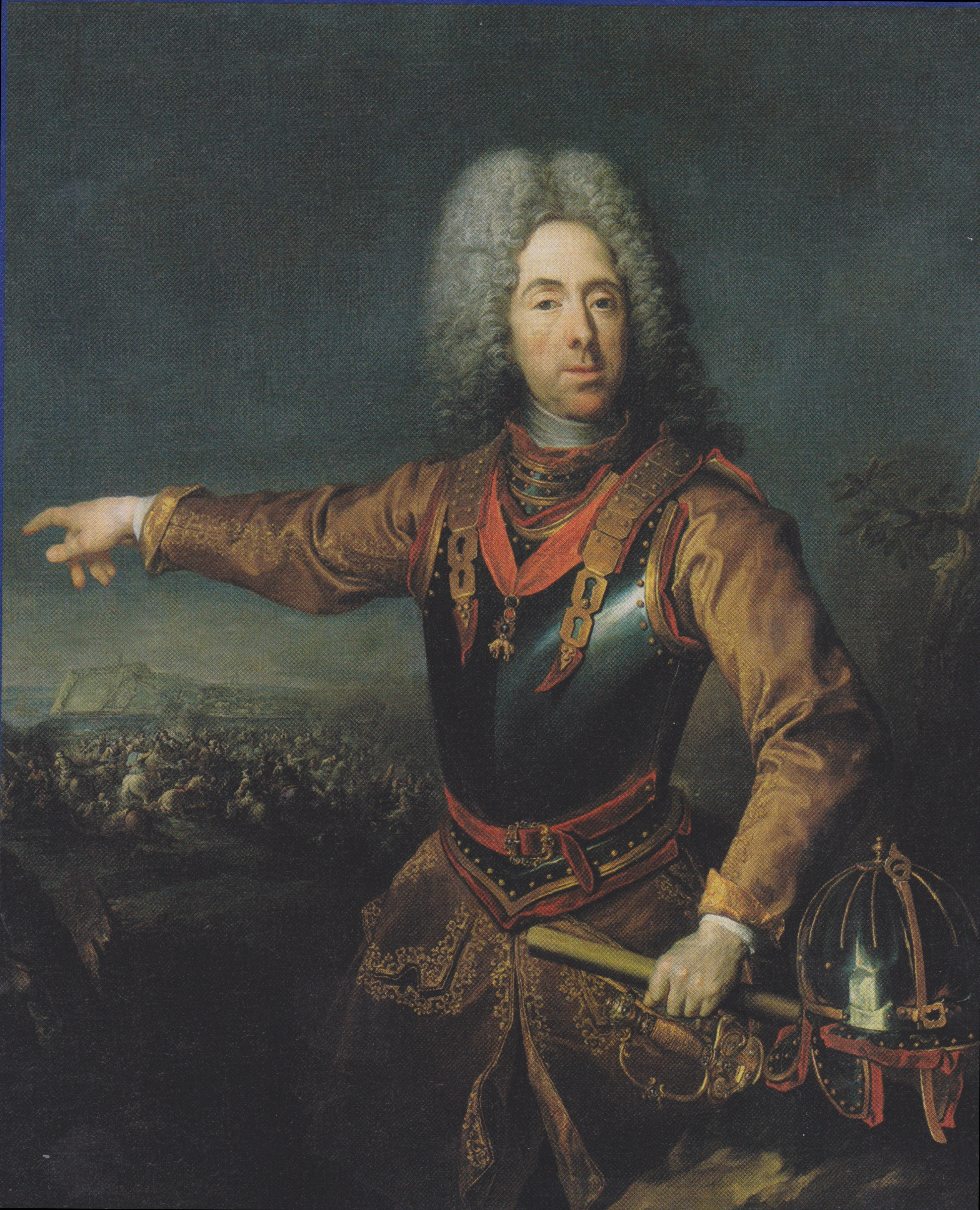
Jacob van Schuppen, Eugen (1663-1736), Princțul of Savoiei, 1718
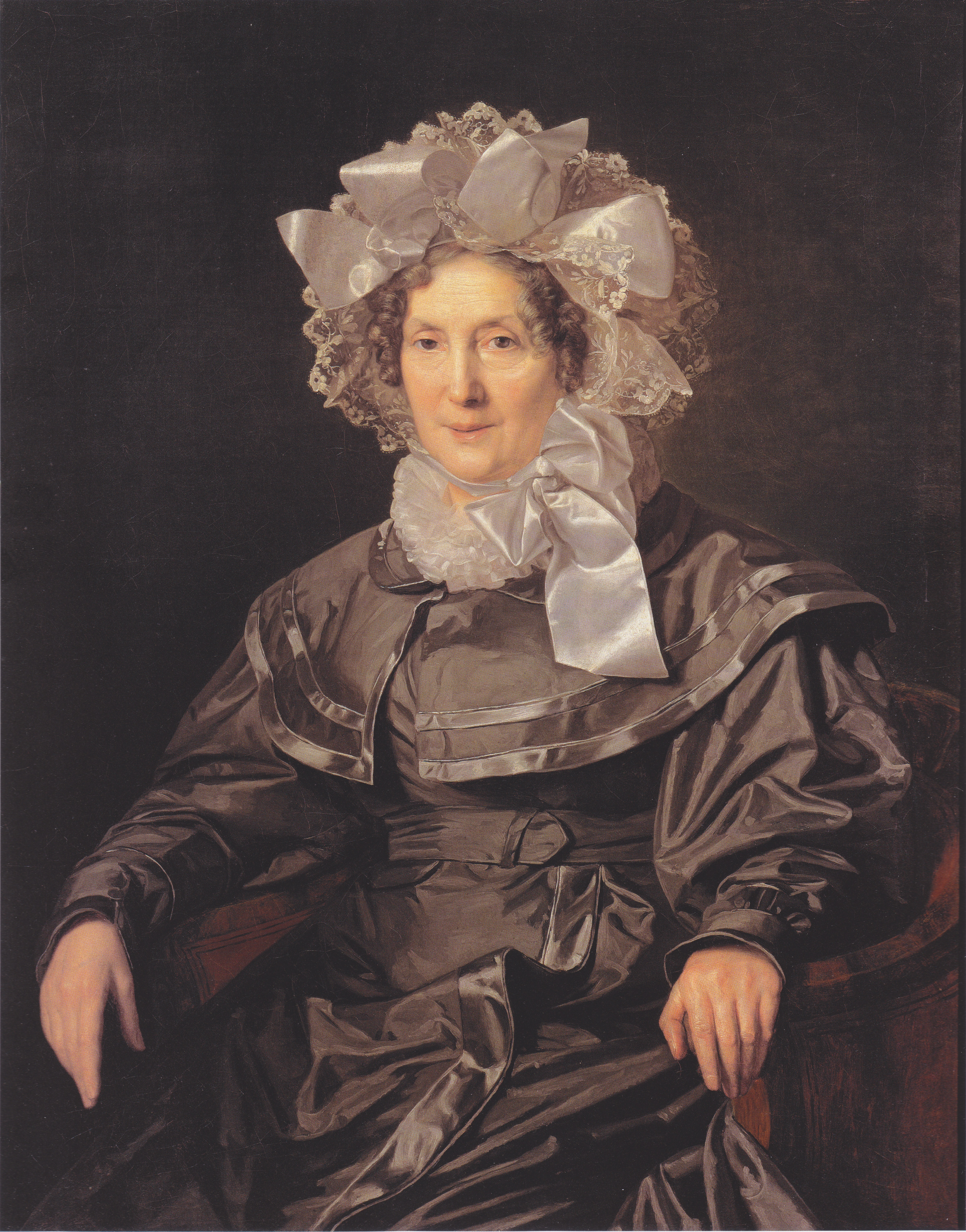
Ferdinand Georg Waldmüller, Elisabeth Waldmüller, die Mutter des Künstlers, 1930
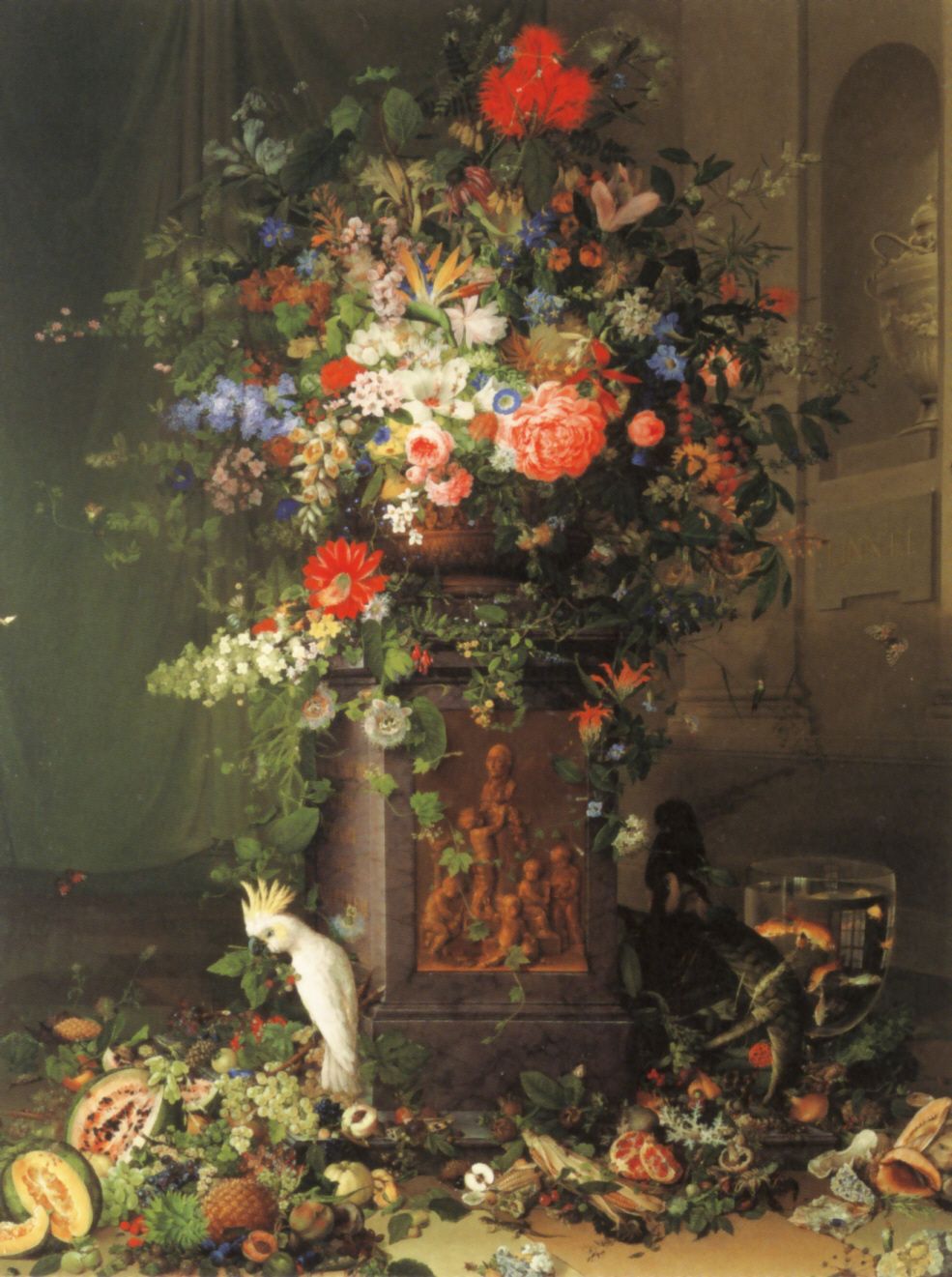
de:Johann Knapp, Huldigung an Jacquin (Omagiu lui Jacquin), 1821–1822
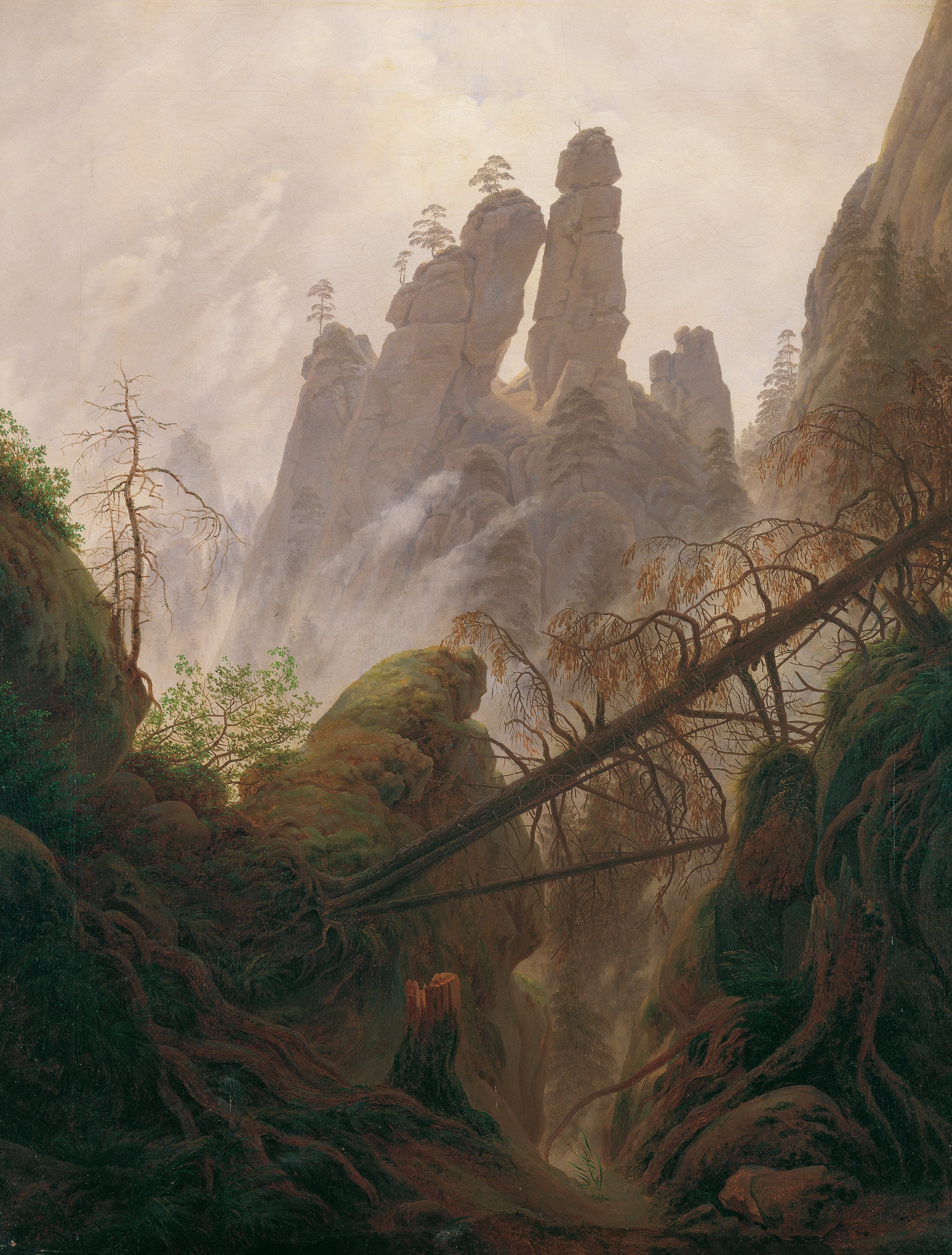
Caspar David Friedrich, Peisaj montan în Elbsandsteingebirge, 1822/1823
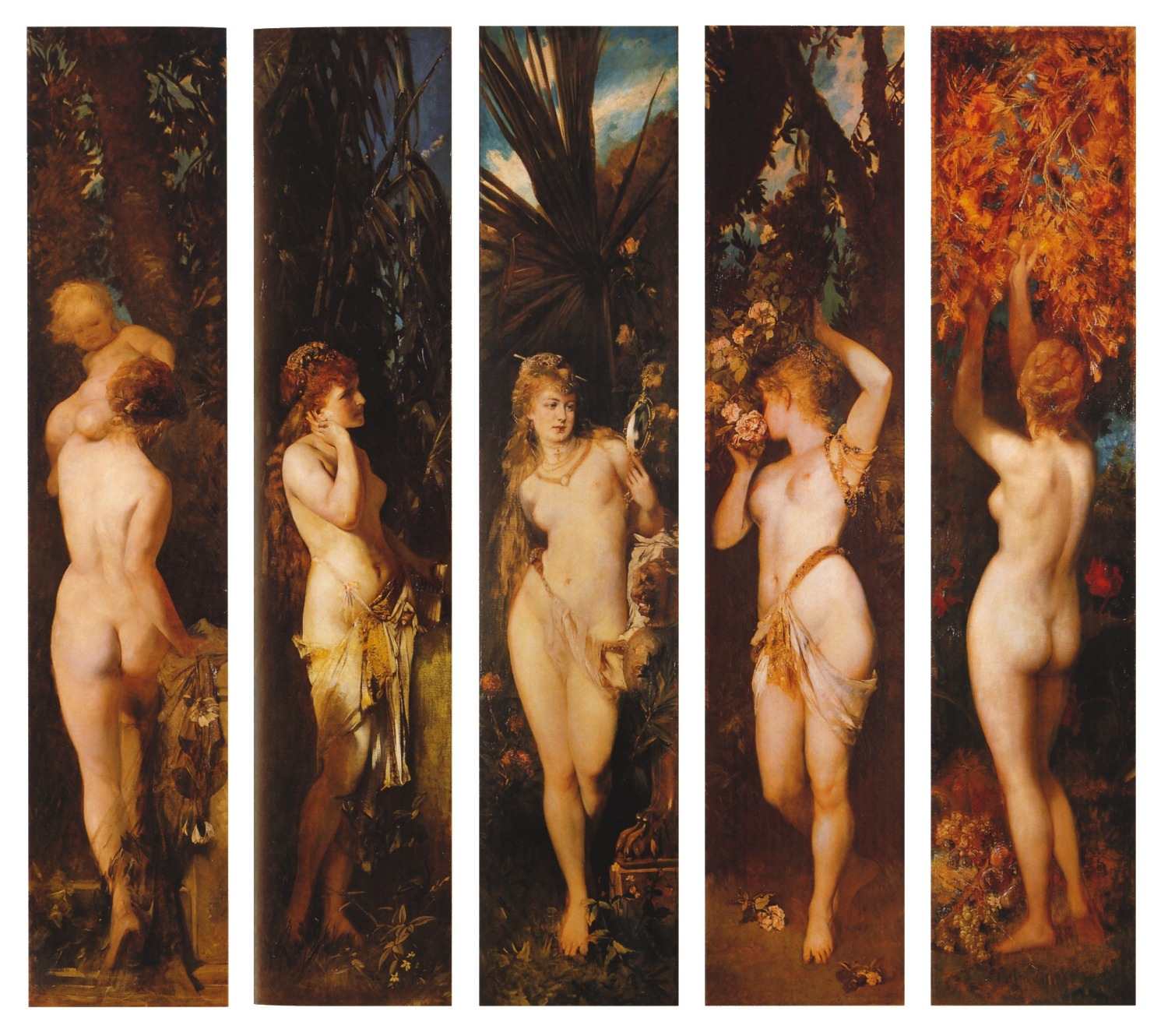
Hans Makart, Cele 5 Sensuri, 1872/1879
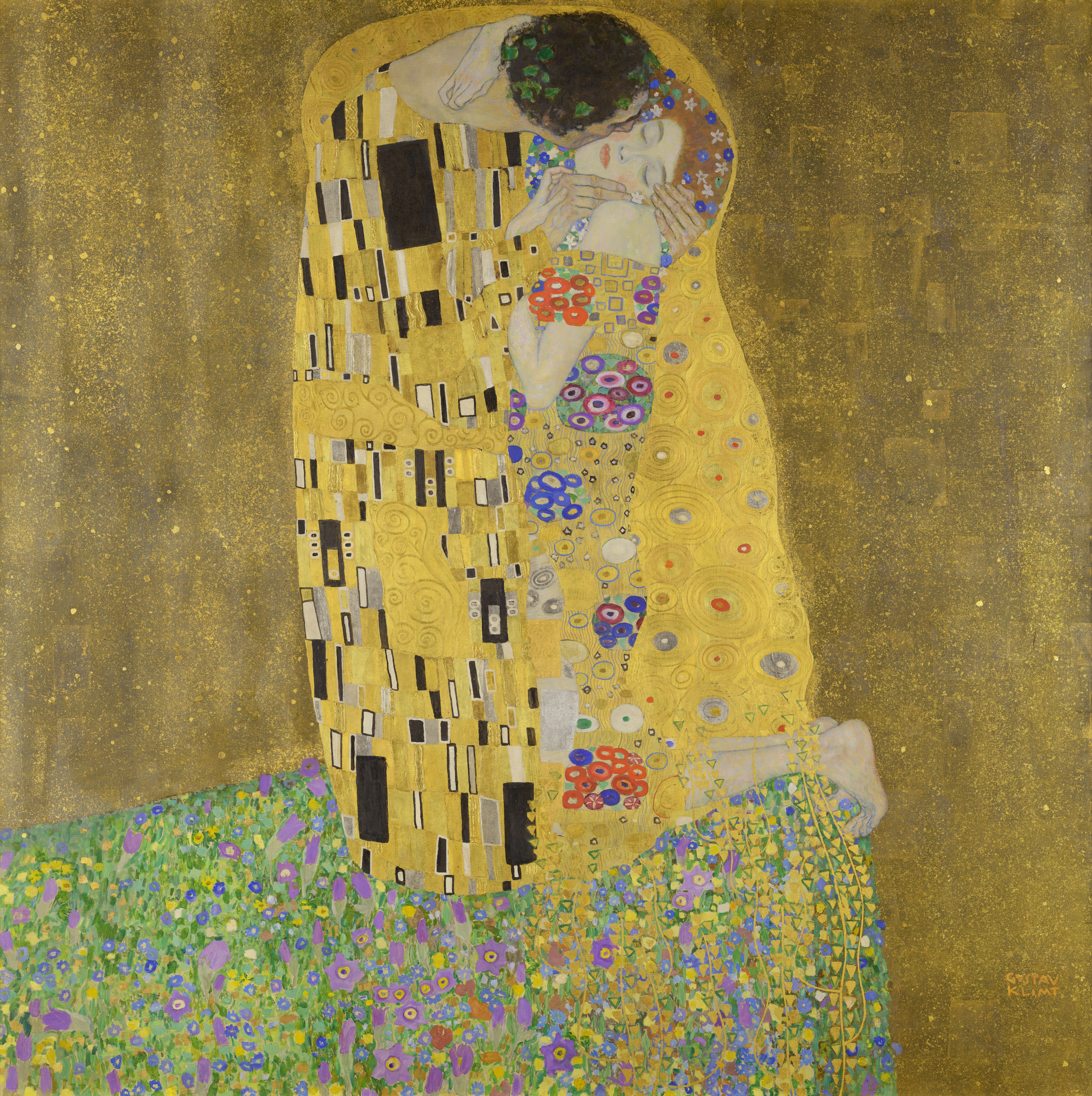
Gustav Klimt, Sărutul, 1908–1909
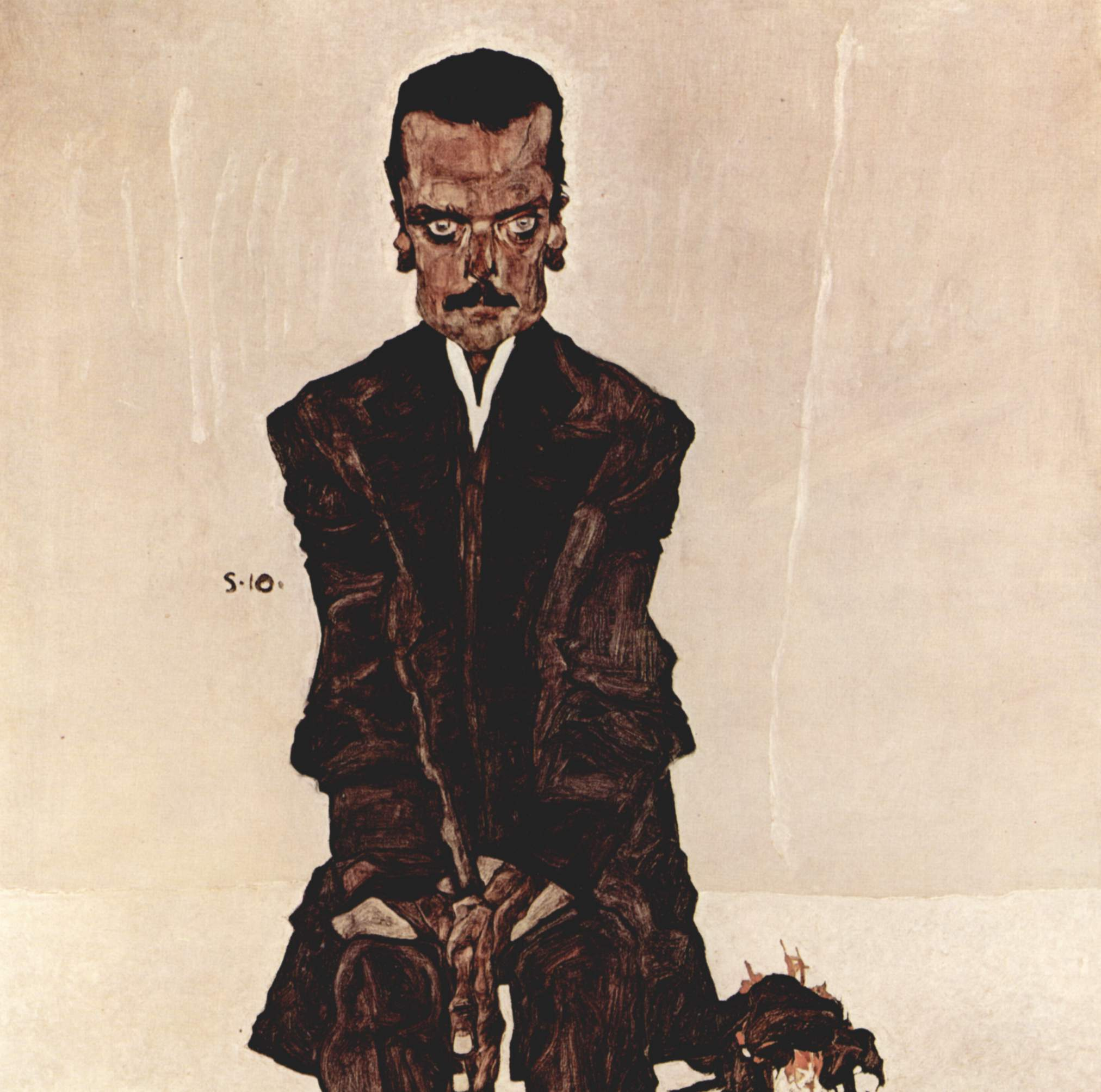
Egon Schiele, Portretul lui Eduard Kosmack, 1910
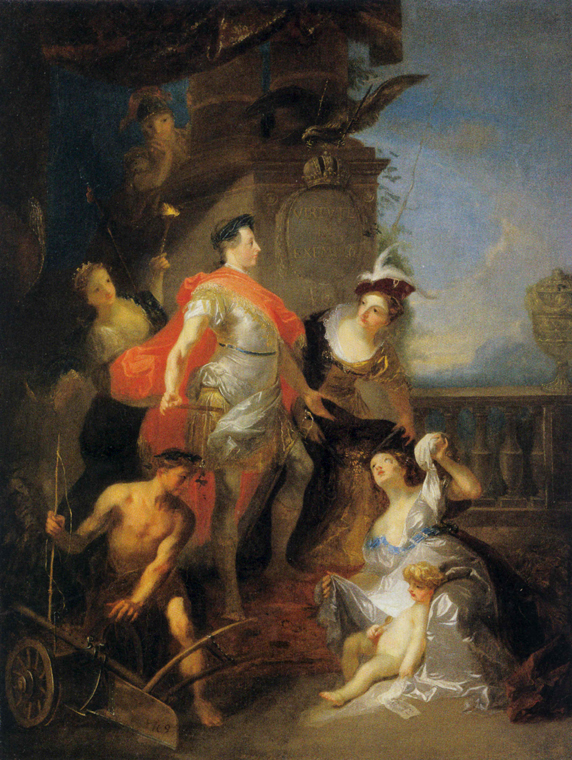
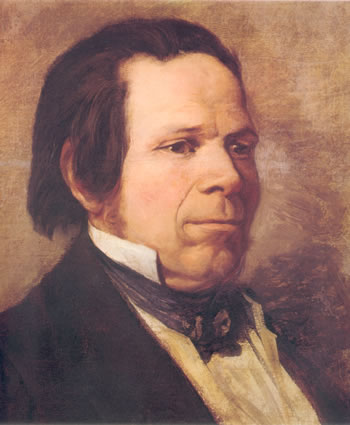
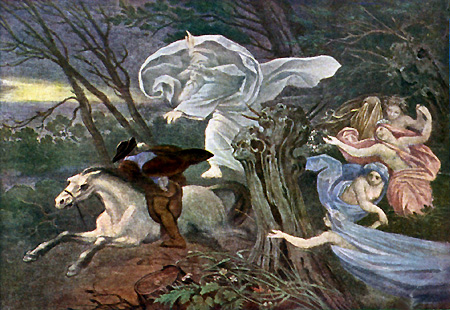
Moritz von Schwind
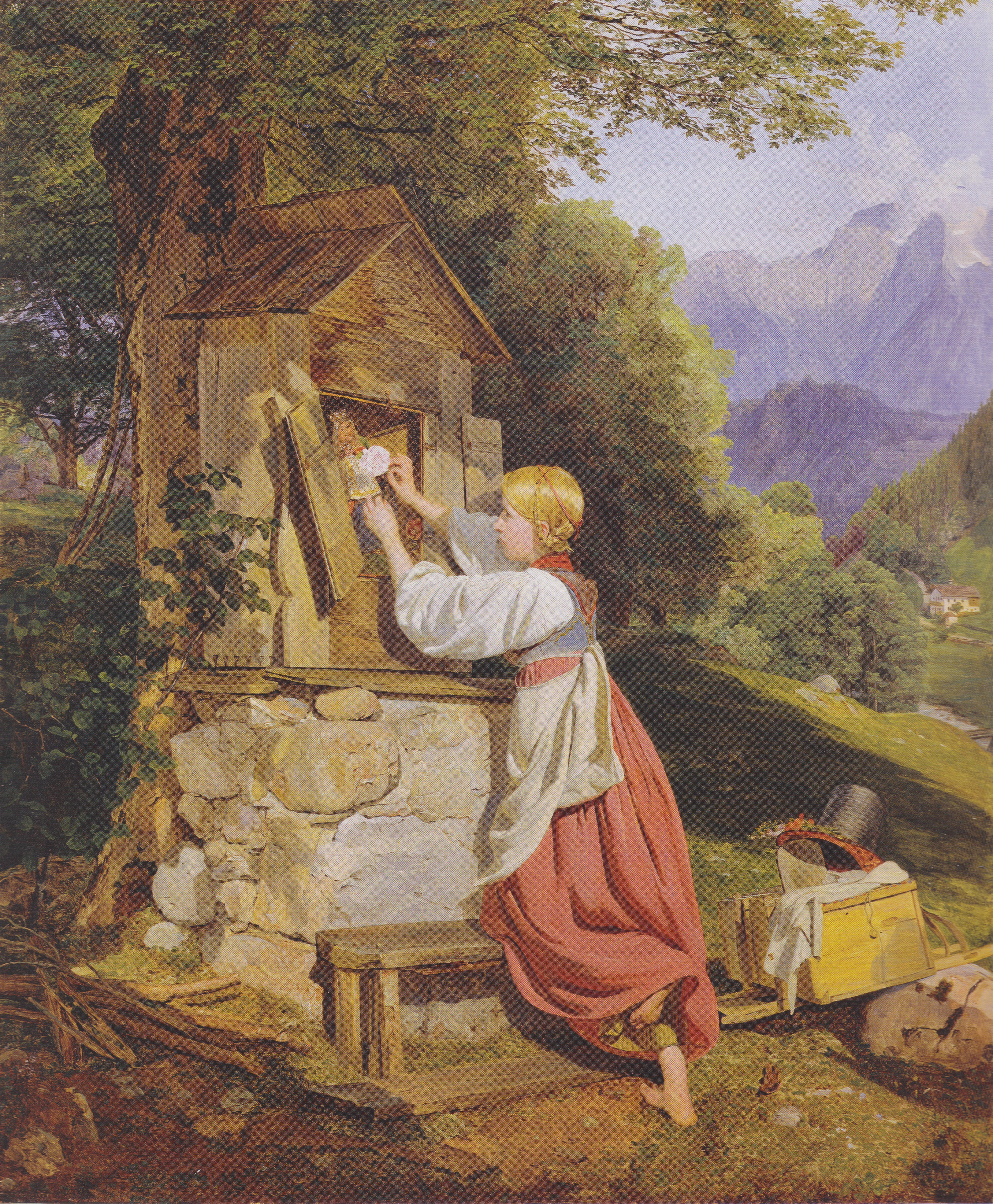
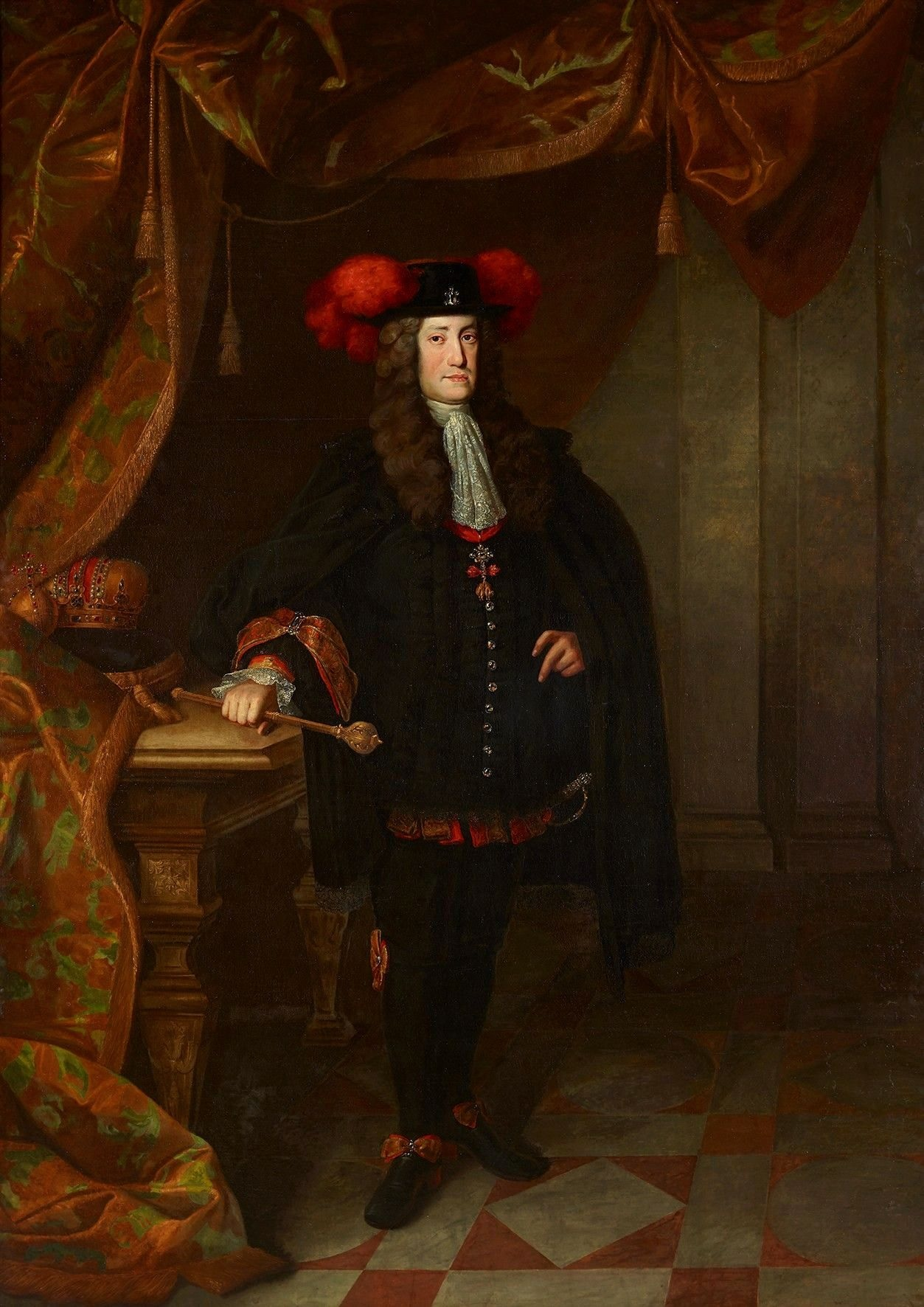
Johann Gottfried Auerbach
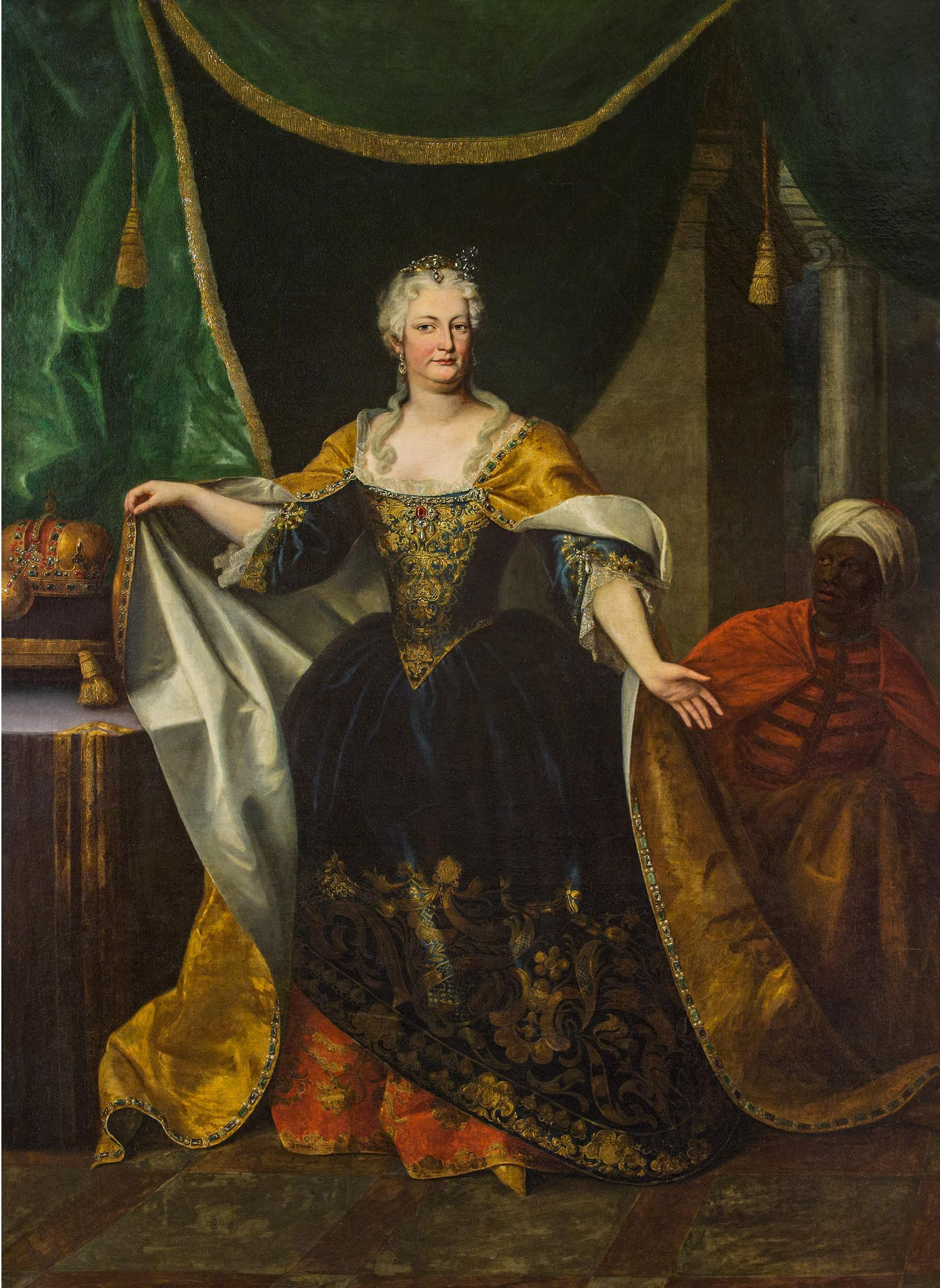
Johann Gottfried Auerbach
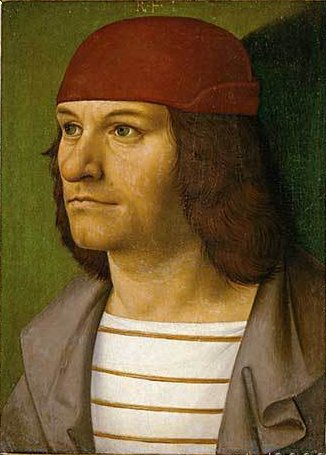
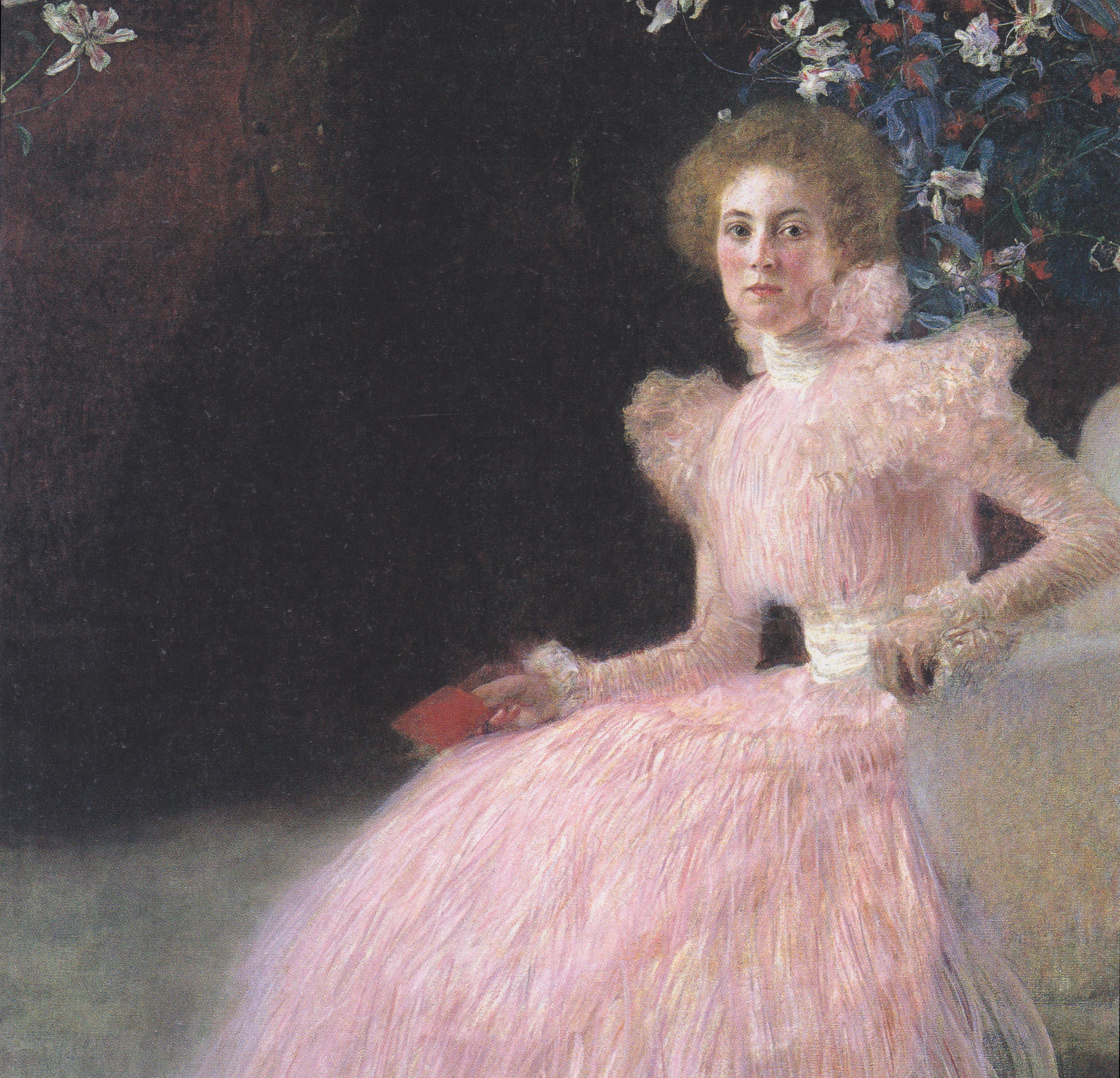
Gustav Klimt, Portretul Sonjei Knips, 1898; Portretul tinerei doamne de societate e expresia distanței și a disprețului împărtășită de toate femmes fatales ale lui Gustav Klimt de acum încolo.
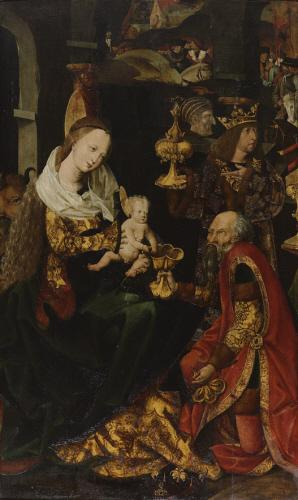
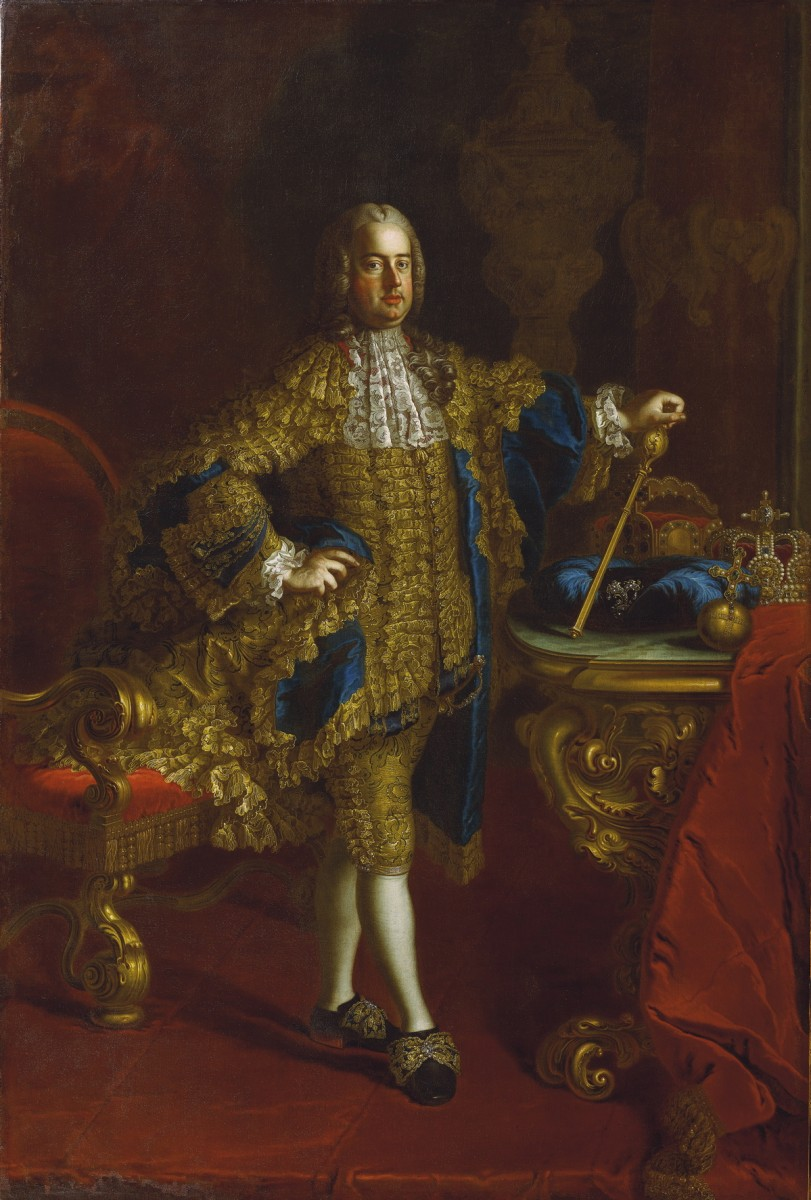
Martin van Meytens
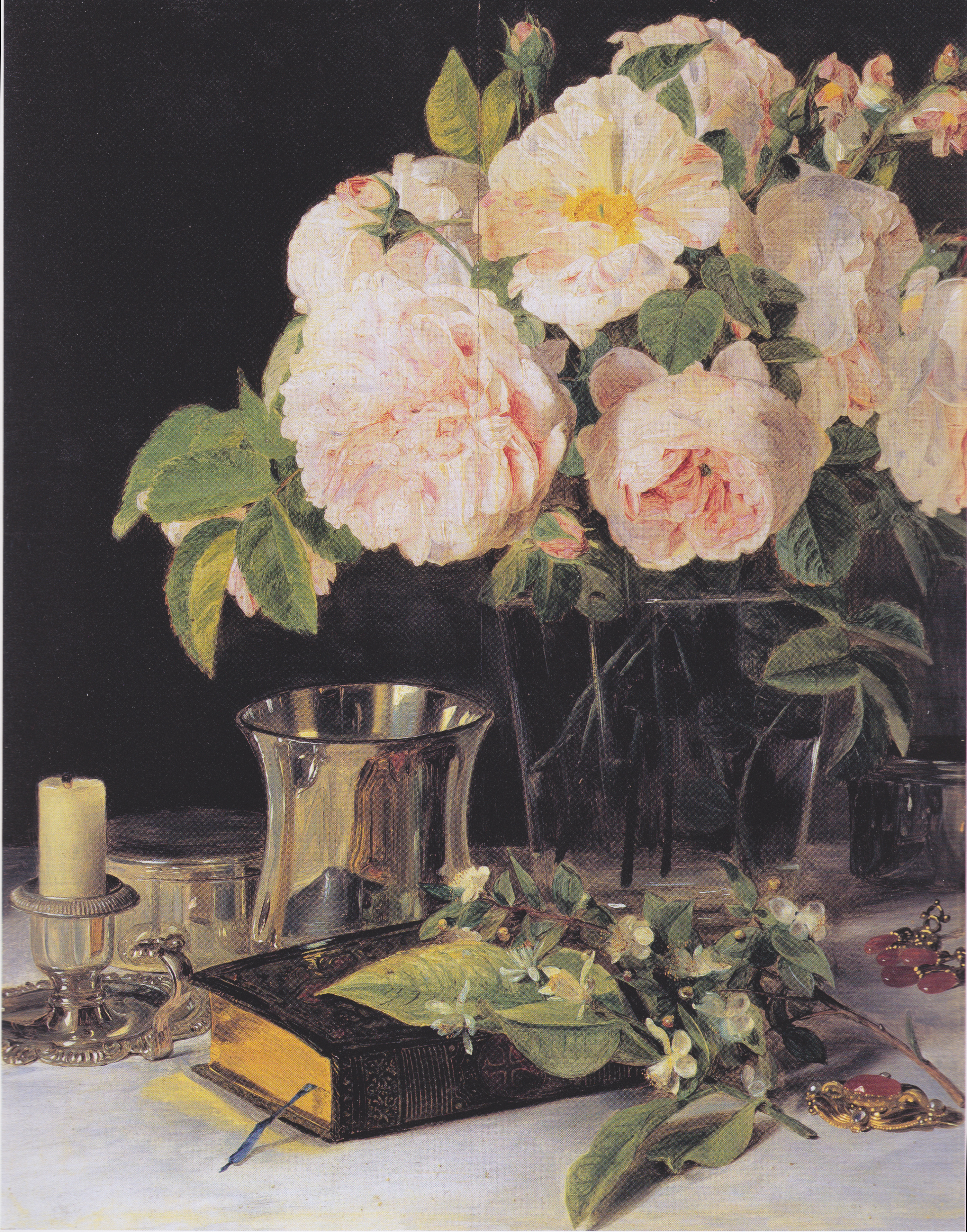
Ferdinand Georg Waldmüller
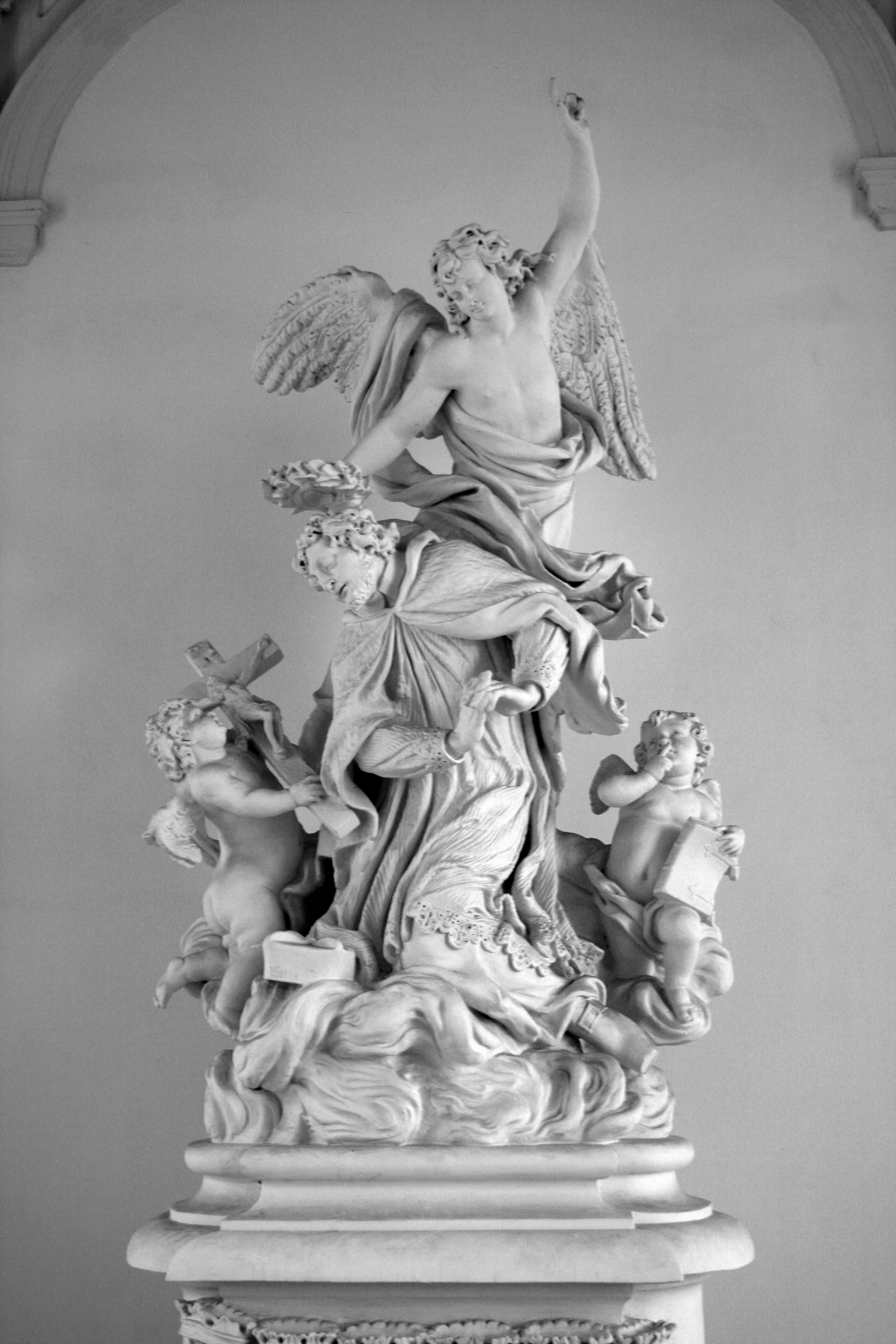
Sfântul Ioan Nepomuk, statuie barocă
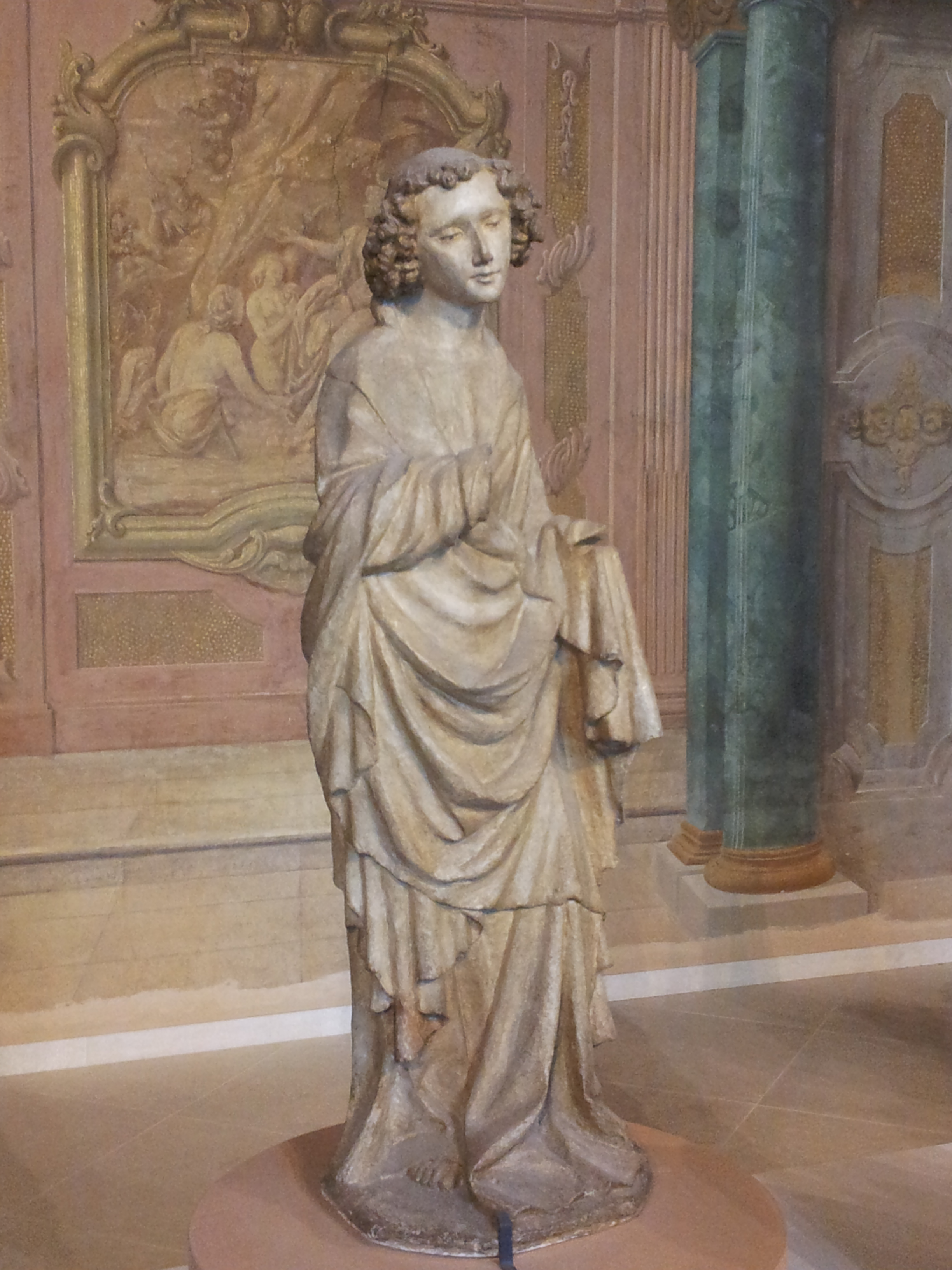